# Vicuña Mackenna (station)
Vicuña Mackenna är en tunnelbanestation i tunnelbanesystemet Metro de Santiago i Santiago, Chile. Stationen är en av två ändstationer på linje 4A (den andra är La Cisterna). Nästföljande station på linje 4 i riktning mot Tobalaba är Macul och i riktning mot Plaza de Puente Alto är Vicente Valdés. På linje 4A är nästföljande station Santa Julia.